# Лас-Пьедрас (Артигас)
Лас-Пьедрас (исп. Las Piedras) — населённый пункт на крайнем севере Уругвая, в департаменте Артигас.

## География
Представляет собой пригород города Белья-Уньон; расположен между двумя другими пригородами — Франкия (на севере) и Куарейм (на западе).

## Население
По данным на 2011 год население Лас-Пьедрас составляет 2771 человек.
| Год  | Население |
| ---- | --------- |
| 1963 | 216       |
| 1975 | 738       |
| 1985 | 1253      |
| 1996 | 2099      |
| 2004 | 2164      |
| 2011 | 2771      |

Источник: Instituto Nacional de Estadística de Uruguay.